# Герб Апостолівського району
Герб Апостолівського райо́ну затверджений 21 лютого 2003 року  рішенням № 73-7/XXIV сесії Апостолівської районної ради.

## Опис
Щит перетятий. На першому червоному полі три золоті колоски пшениці, накладені на срібний рушник, гаптований червоним українським орнаментом; на другому зеленому полі родовий герб Апостолів: на лазуровому полі червоний щиток зі срібним двічі перехрещеним та унизу роздвоєним хрестом, оточений десятьма золотими шестипроменевими зірками та золотим кавалерським хрестом у нижньому краї.

## Значення
Золоті колосся символізують хліборобство — головну економічну галузь в житті району. Родовий герб гетьмана Данила Апостола, онуку якого, М. Д. Апостолу, у XVIII-ХІХст. належали тутешні землі, нагадує про історичне минуле краю. Червоний колір є символом мужності і сили, зелений — родючих апостолівських ланів та мальовничої природи.
Комп'ютерна графіка — К. М. Богатов.